# جيم أورورك
جيم أورورك (بالإنجليزية: Jim O'Rourke)‏ هو عازف قيثارة وموسيقي أمريكي، ولد في 18 يناير 1969 في شيكاغو في الولايات المتحدة.

## وصلات خارجية
- جيم أورورك على موقع IMDb (الإنجليزية)
- جيم أورورك على موقع الموسوعة البريطانية (الإنجليزية)
- جيم أورورك على موقع ألو سيني (الفرنسية)
- جيم أورورك على موقع ميوزك برينز (الإنجليزية)
- جيم أورورك على موقع أول موفي (الإنجليزية)
- جيم أورورك على موقع إن إن دي بي (الإنجليزية)
- جيم أورورك على موقع أول ميوزيك (الإنجليزية)
- جيم أورورك على موقع ديسكوغز (الإنجليزية)
- جيم أورورك على موقع قاعدة بيانات الفيلم (الإنجليزية)
- جيم أورورك على موقع كينوبويسك (الروسية)